# Dodge 400
La Dodge 400 était une voiture de taille moyenne construite par Dodge.  Elle est semblable à la Chrysler LeBaron de la même époque.  La 400 a été introduite en 1981, mais elle a été renommée et intégrée dans la gamme des Dodge 600 deux ans plus tard.

## Conception
Bien que fortement dépendante de la plate-forme K, la géométrie de la suspension a été révisée avec la conception assistée par ordinateur (CAD), l'une des premières incursions de Chrysler dans ce domaine . Mis à part les modifications de la suspension, l'intérieur était retravaillé et les conceptions avant et arrière étaient différentes.  Pour offrir un confort supérieur à celui des voitures K ordinaires, un soin particulier a été apporté à l'insonorisation, avec un pare-feu redessiné et un matériau isolant supplémentaire.
Mis à part que la calandre à lattes superposées est différente de celle de la LeBaron, la 400 était globalement moins ornée. Les fausses persiennes des ailes avant étaient uniques à la 400.

## Modifications par année

### 1982
La 400 était destinée à être une version plus haut de gamme de l'Aries et un jumeau de la LeBaron. Elle était à l'origine uniquement disponible en coupé à deux portes. Au printemps 1982, deux autres carrosseries apparurent : une décapotable et une berline à quatre portes.  La suspension de la 400, bien que souple, était un peu plus ferme que celle de la LeBaron. 
Il s'agissait du premier cabriolet Dodge depuis la Challenger de 1971 et du premier cabriolet fabriqué dans le pays depuis 1976, année où Cadillac avait supprimé le cabriolet Eldorado. 
La 400 était disponible en deux versions: base et LS. Les choix de moteurs étaient limités à un 2.2L quatre cylindres en ligne et un moteur 2.6L optionnel de Mitsubishi  "Silent Shaft" à quatre cylindres ; ce dernier était uniquement couplé à une boite automatique.  La décapotable est livrée avec le moteur d'origine Mitsubishi. Ils délivraient respectivement 84 et 92 chevaux.

### 1983
Aucune modification majeure n'a été apportée pour 1983, à l'exception de la suppression de la version LS de la gamme.  En 1983, la berline 400 a été remplacée par la Dodge 600.  Les coupés et les cabriolets ont été rebadgés en Dodge 600 partir de 1984. 

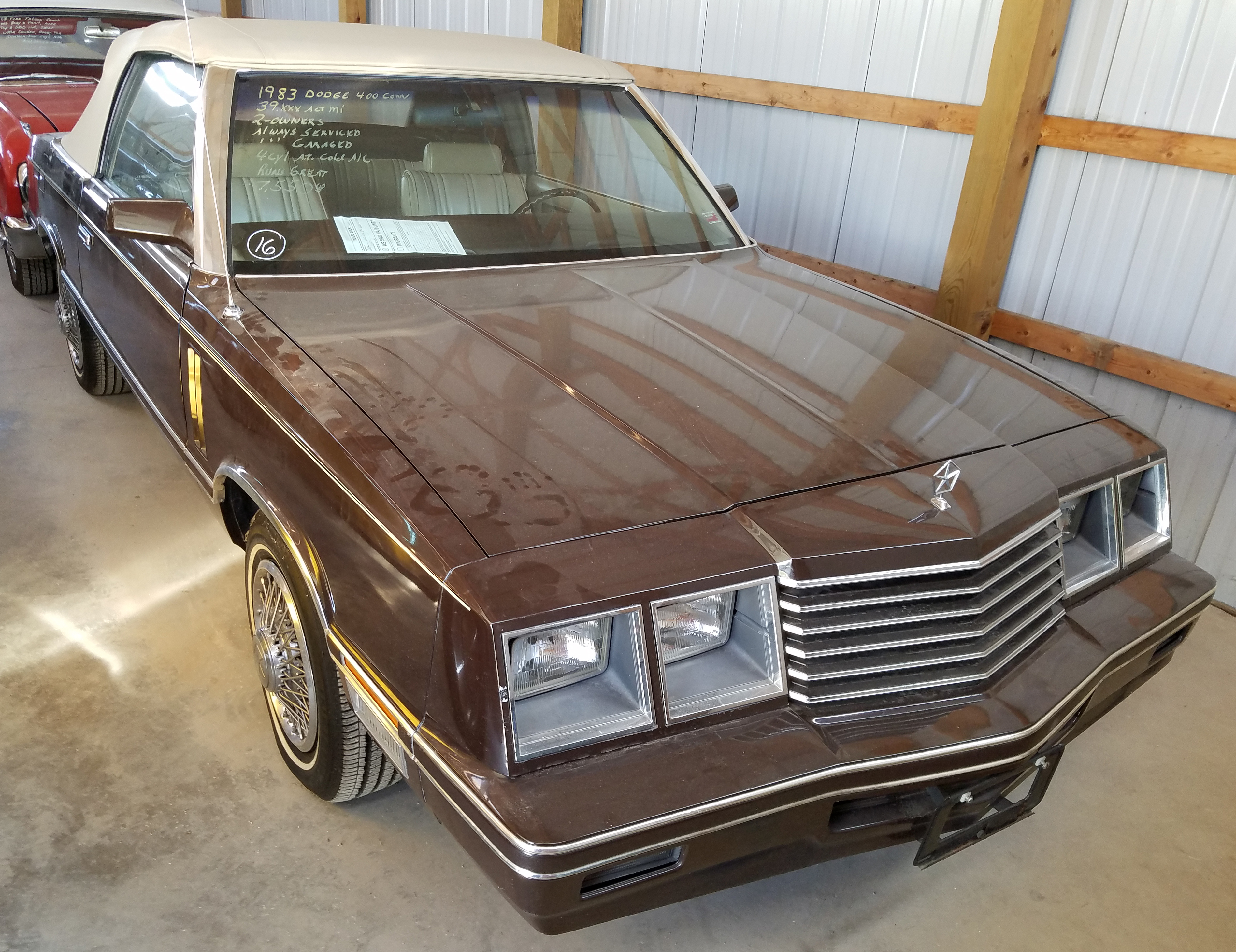
Dodge 400 Cabriolet de 1983

## Ventes
| Production | Production |
| Année      | Unités     |
| 1982       | 31 449     |
| 1983       | 25 952     |
| Total      | 57 401     |
| ---------- | ---------- |